# 로저스 & 해머스타인

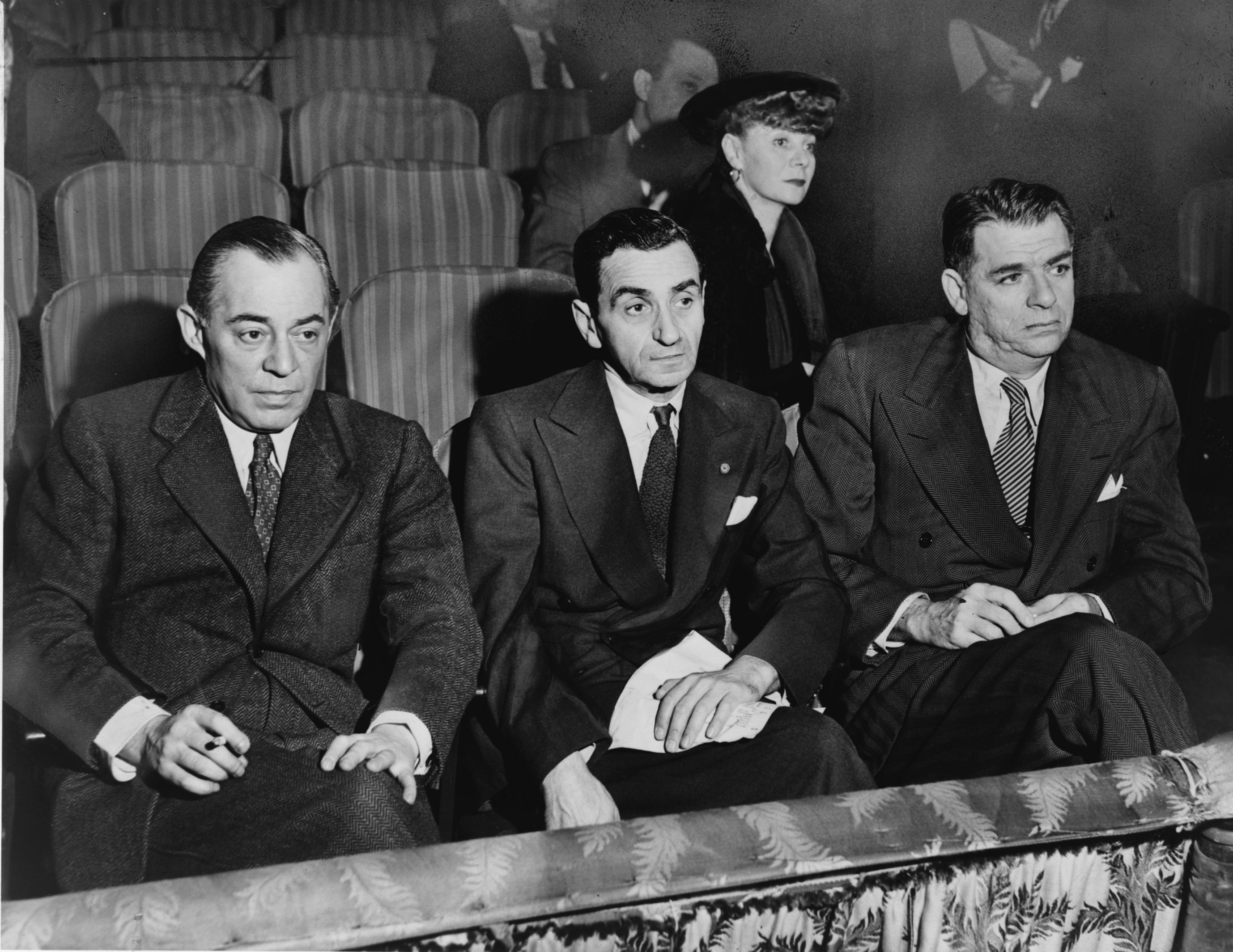
1948년의 로저스(좌)와 해머스타인(우). 어빙 벌린(중)과 헬렌 타미리스가 동석한 자리에서 오디션을 치르고 있다.

로저스 & 해머스타인(Rodgers and Hammerstein)은 작곡가 리처드 로저스와 작사가 오스카 해머스타인 2세 두 사람을 이르는 말이다. 이 두 사람은 작곡 팀을 맺어 미국의 뮤지컬에서 웅위한 영향, 혁신, 성공을 성취했다.
1940년대 ~ 1950년대에 대중적인 브로드웨이 뮤지컬을 연쇄 제작했으며, 이것은 또한 뮤지컬의 "황금 시대"를 기폭한 것으로도 알려져 있다.
그들의 작들 중에서도 《오클라호마!》, 《회전목마》, 《남태평양》, 《왕과 나》, 《사운드 오브 뮤직》 이렇게 다섯 편의 뮤지컬이 특히나 대흥행을 거뒀으며, 이 밖에도 텔레비전 방송인 《신데렐라》가 대성공을 거뒀다. 앞서 언급한 작들 외에도 이들은 네 편의 극을 더 제작했는데, 여기서 《플라워 드럼 송》이 특별히 평가가 좋았으며, 나머지도 비교적 평가가 떨어진다 뿐이지 졸작이라 불릴 것은 한 편도 없었다. 이들의 작품은 아직까지도 세계 곳곳에서 재공연이 이뤄지고 있으며, 그 공연자는 전문배우, 비전문배우를 막론한다.
수상 성적은 토니상 34회, 아카데미상 15회, 퓰리처상 1회, 그래미상 2회.
20세기 최고의 뮤지컬 작곡 팀이라는 평가도 존재한다.